# یوهان سیمون مایر

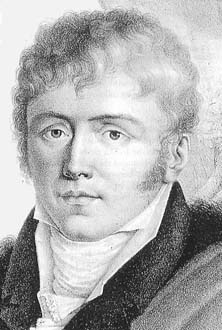

یوهان سیمون مایر (۱۷۶۳-۱۸۴۵) آهنگساز آلمانی بود.
او نزدیک به هفتاد اپرا نوشت که امروزه کمتر اجرا می‌شود.